# CAPLE
CAPLE(포르투갈어: Centro de Avaliação de Português Língua Estrangeira)는 포르투갈어 공인 시험의 하나이다. 포르투갈 및 기타 45개 국가 및 지역에서 제공되는 제2외국어인 표준 유럽 포르투갈어 능력 인증서이다. 공식 CAPLE 시험 및 자격증/졸업장은 포르투갈 외무성을 대신하여 시험 절차를 관리하는 리스본 대학교의 예술 및 인문대학과 카몽이스 문화원 간의 포르투갈 삼자 협력을 통해 개발, 전달 및 인증된다.

## 자격
시험에 응시하려면 지원자는 최소 14세 이상이어야 하며, 포르투갈어가 공식 언어가 아닌 국가의 국민이거나, 공식 언어가 포르투갈어인 국가 출신인 경우 다음 중 두 가지를 충족해야 한다.
- 부모의 모국어는 포르투갈어가 아니다.
- 본인이 습득한 첫 번째 언어는 포르투갈어가 아니었다.
- 본인의 주요 의사소통 언어는 포르투갈어가 아니다.
- 기초 또는 중등 교육의 전부 또는 일부가 포르투갈어로 이루어지지 않았다.

## 같이 보기
- CELPE-Bras